# HD 30432
HD 30432，又名CD-39 1624，SAO 195278、HR 1526，是一颗恒星，视星等为6.05，位于銀經242.91，銀緯-40.35，其B1900.0坐标为赤經4h 42m 32.6s，赤緯-39° -40.35′ 13″。